# Тайга сходу Канадського щита
Тайга сходу Канадського щита (ідентифікатор WWF: NA0606) — неарктичний екорегіон тайги, розташований на сході Канади.

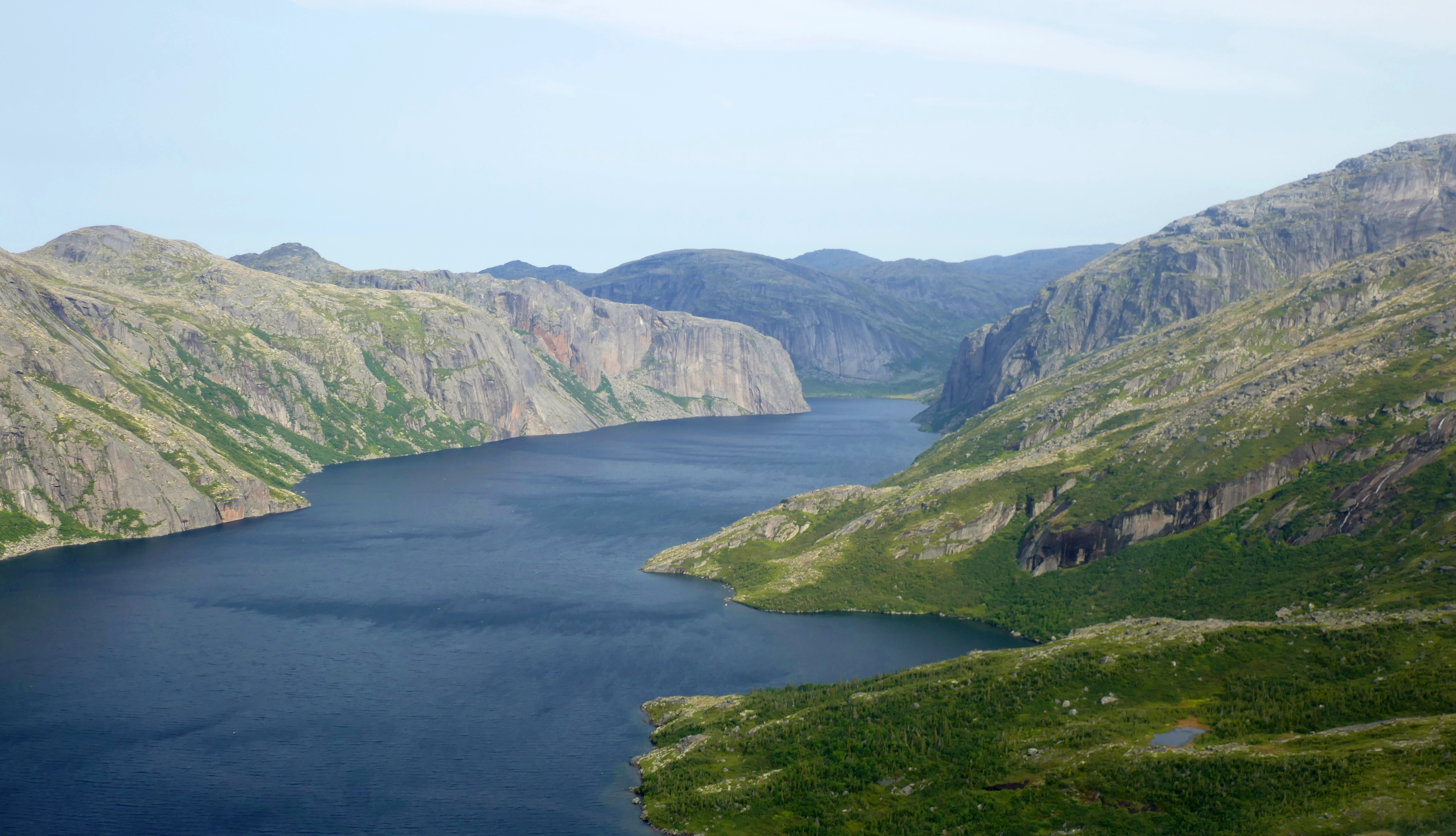
Ландшафт Національного парку гір Мілі

## Географія
Екорегіон тайги сходу Канадського щита охоплює більшу частину півострова Лабрадор та простягається від східного узбережжя Гудзонової затоки та затоки Джеймс на схід до узбережжя Лабрадорського моря та на північ до південного узбережжя затоки Унгава. У південно-західному куті затоки Унгава спостерігаються одні з найбільших припливів у світі, висота яких може досягати 17 м. Приблизно дві третини екорегіону знаходяться в межах Квебеку, а східна третина лежить в межах провінції Ньюфаундленд і Лабрадор.
На заході екорегіону розташоване Модринове плато та простягаються пагорби Річмонд-Гіллс, висота яких коливається від 150 м біля узбережжя затоки Джеймс до 450 м над рівнем моря далі на схід. В центральній частині регіону лежать плато Каніапіскау та Озерне плато, висота яких досягає 915 м над рівнем моря. Основу цих плато складають архейські грануліти та чарнокіти. З північного заходу на південний схід через регіон простягаються Лабрадорські пагорби, основу яких складають докембрійські осадові та вулканічні породи. Висота цих звивистих пагорбів досягає 360-730 м над рівнем моря. На сході регіону до узбережжя Атлантичного океану спускаються глибокі U-подібні долини та фіорди. На південному сході регіону розташовані гори Мілі, висота яких перевищує 1000 м над рівнем моря.
З геологічної точки зору основу суворого скелястого ландшафту регіону складають архейські та докембрійські граніти, гнейси та інші породи Канадського щита. В часи останнього льодовикового періоду територія екорегіону була вкрита льодовиковим щитом, який залишив тут численні озера, морени та інші льодовикові форми рельєфу. Серед річок, що перетинають територію регіону, слід відзначити Коксоак, Ла-Гранд, Джордж та Фей.
На південному заході екорегіон переходить у тайгу півдня Гудзонової затоки та у ліси центральних районів Канадського щита, а на півдні та південному сході — у східноканадські бореальні ліси. На півострові Унгава, розташованому на північному заході Лабрадорського півострова, екорегіон переходить у приполярну тундру Канади, а в горах Торнгат, розташованих на північному сході Лабрадору — у тундру гір Торнгат.

## Клімат
В межах екорегіону переважає субарктичний клімат (Dfc за класифікацією кліматів Кеппена), який характеризується прохолодним літом та дуже холодною зимою, хоча на узбережжі Лабрадорського моря клімат більш м'який. Середньорічна температура в екорегіоні коливається від -6 °C до 1 °C, збільшуючись із заходу на схід. Середня літня температура в регіоні коливається від 5,5 °C до 10 °C, а середня зимова температура — від -18 °C до -1 °C. Середньорічна кількість опадів коливається від 300-400 мм в районі затоки Унгава до 1000 мм на південному сході регіону. На більшій частині екорегіону, особливо на болотах, трапляються ділянки багаторічної мерзлоти.

## Флора
Рослинний покрив на більшій частині екорегіону представлений відкритою, невисокою лісотундрою, в якій домінують чорні ялини (Picea mariana) та американські модрини (Larix laricina), а також зустрічаються сизі ялини (Picea glauca), карликові чагарники берези (Betula spp.) та верби (Salix spp.), різноманітні кущі з родини вересових (Ericaceae), купини пухівки (Eriophorum spp.), лишайники та мохи. На погано дренованих ділянках ростуть невисокі кущі гренландського рододендрону (Rhododendron groenlandicum), купини осоки (Carex spp.) і пухівки (Eriophorum spp.), сфагнум (Sphagnum spp.) та інші мохи. 
У напрямку до затоки Унгава, розташованої на півночі регіону, рослинний покрив стає більш розрідженим і відкритим. Далі на північ лісотундра переходить у відкриту тундру, в якій не ростуть дерева. Тундра також зустрічаються в горах Мілі на південному сході регіону. Рослинний покрив у цих горах обмежений долинами, в яких взимку накопичується сніг, що забезпечує вологу протягом вегетаційного періоду. На півдні екорегіону поширені відкриті хвойні ліси, які є перехідними між тундрою та лісотундрою, поширеними північніше, та більш густою тайгою, поширеною південніше. Основу хвойних лісів регіону складають чорні ялини (Picea mariana) та сизі ялини (Picea glauca), а в підліску цих лісів поширені мохи.
Уздовж узбережжя Атлантичного океану на більшості схилів ростуть невисокі ліси сизої ялини (Picea glauca), однак на мисах та інших прибережних ділянках поширені вересові пустища. Тут також часто зустрічаються скелі, в тріщинах яких ростуть мохи та лишайники. На морських узбережжях регіону зустрічаються солоні та верхові болота. На сході регіону домінують великі ділянки аапових боліт, відкриті ділянки води в яких оточені осокою, бурими мохами та сфагнумом.

## Фауна
В межах екорегіону зустрічається 34 види ссавців та близько 100 видів птахів. Серед поширених в регіоні ссавців слід відзначити східного лося (Alces alces americana), барибала (Ursus americanus), лабрадорського вовка (Canis lupus labradorius), лабрадорську лисицю (Vulpes vulpes bangsi), песця (Vulpes lagopus), канадську рись (Lynx canadensis), звичайну росомаху (Gulo gulo), американську куницю (Martes americana), американського горностая (Mustela richardsonii), американського зайця (Lepus americanus), арктичного зайця (Lepus arcticus), північну літягу (Glaucomys sabrinus), червону вивірку (Tamiasciurus hudsonicus) та канадського голкошерста (Erethizon dorsatum). На берегах річок та озер поширені канадські бобри (Castor canadensis), канадські видри (Lontra canadensis), річкові візони (Neogale vison) та болотяні ондатри (Ondatra zibethicus). В долині річки Джордж мешкає одне з найбільших мігруючих стад тундрових карибу (Rangifer tarandus groenlandicus) у світі, а в озері Лак-де-Лу-Марін — дуже рідкісний озерний підвид звичайного тюленя (Phoca vitulina mellonae), популяція якого становить менше 100 особин.
Серед поширених в екорегіоні птахів слід відзначити білу куріпку (Lagopus lagopus), тундрову куріпку (Lagopus muta), канадську дикушу (Canachites canadensis), сапсана (Falco peregrinus), кречета (Falco rusticolus), зимняка (Buteo lagopus), скопу (Pandion haliaetus), білу сову (Bubo scandiacus), віргінського пугача (Bubo virginianus), ялинового дятла (Picoides dorsalis), звичайного крука (Corvus corax), північного сорокопуда (Lanius borealis), малого дрозда-короткодзьоба (Catharus minimus), вільхового піві-малюка (Empidonax alnorum), канадську гаїчку (Poecile hudsonicus), північну вівсянку (Spizelloides arborea), північного трупіальця (Euphagus carolinus) та світлобрового червоїда (Leiothlypis peregrina). Атлантичне узбережжя екорегіону є частиною Атлантичного пролітного шляху та забезпечує важливе середовище існування для колоній морських птахів.

## Збереження
Оцінка 2017 року показала, що 26 540 км², або 4 % екорегіону, є заповідними територіями. Природоохоронні території включають Національний парк гір Мілі та Національний парк Турсуйук.